# Barnowiec (województwo pomorskie)
Barnowiec (kaszub. Barnówc, niem. Reinfeld) – wieś w Polsce położona w województwie pomorskim, w powiecie bytowskim, w gminie Kołczygłowy. We wsi znajduje się XVII-wieczny, zrujnowany pałac otoczony parkiem.
W latach 1975–1998 miejscowość administracyjnie należała do województwa słupskiego.
W 1847 w kościele w Kołczygłowach Otto von Bismarck poślubił pochodzącą z Barnowca Joannę von Puttkamer (1824–1894). Posiadłość w Barnowcu była jednym z ulubionych miejsc Joanny. W tutejszym parku można zobaczyć grób rodziców Joanny.